# تپی نیشییاما
تپی نیشییاما (انگلیسی: Teppei Nishiyama؛ زادهٔ ۲ فوریهٔ ۱۹۷۵) بازیکن فوتبال اهل ژاپن است.